# Havardia campylacanthus
Havardia campylacanthus är en ärtväxtart som först beskrevs av Maria de Lourdes Rico och Mario Sousa, och fick sitt nu gällande namn av Rupert Charles Barneby och James Walter Grimes. Havardia campylacanthus ingår i släktet Havardia och familjen ärtväxter. Inga underarter finns listade i Catalogue of Life.